# Puntius arenatus
Puntius arenatus är en fiskart som först beskrevs av Day, 1878.  Puntius arenatus ingår i släktet Puntius och familjen karpfiskar. IUCN kategoriserar arten globalt som sårbar. Inga underarter finns listade i Catalogue of Life.